# Long Lâm
Huyện tự trị các dân tộc Long Lâm (tiếng Tráng: Lungzlaem gozcuz swci yen, 隆林各族自治县, Hán Việt: Long Lâm các tộc tự trị huyện, bính âm: Lónglín Gèzú Zìzhìxiàn), là một huyện tự trị thuộc thành phố cấp địa khu Bách Sắc của khu tự trị dân tộc Choang Quảng Tây, Trung Quốc. Huyện này có diện tích là 3542 km², dân số năm 2010 là 378.500 người, người Tráng chiếm 53,68%.

## Phân chia hành chính
Long Lâm có 6 trấn và 10 hương.
- Trấn: Tân Châu, Nha Xoa, Thiên Sinh Kiều, Bình Ban, Đức Nga, Long Hoặc.
- Hương: Sa Lê, Giả Bảo, Giả Lãng, Cách Bộ, Kim Chung Sơn, Trư Tràng, Xà Tràng, Khắc Trường, Nham Trà, Giới Đình.